# Јежево (Хрватска)
Јежево је насељено место у саставу општине Ругвица у Загребачкој жупанији, Хрватска. До територијалне реорганизације у Хрватској налазило се у саставу бивше велике општине Дуго Село.

## Становништво
На попису становништва 2011. године, Јежево је имало 428 становника.

## Попис1991.
На попису становништва 1991. године, насељено место Јежево је имало 452 становника, следећег националног састава:
| Попис 1991.‍  | Попис 1991.‍  | Попис 1991.‍ | Попис 1991.‍ | Попис 1991.‍ |
| ------------ | ------------ | ----------- | ----------- | ----------- |
|              |              |             |             |             |
| Хрвати       | Хрвати       |             | 418         | 92,47%      |
| Албанци      | Албанци      |             | 10          | 2,21%       |
| Срби         | Срби         |             | 7           | 1,54%       |
| Југословени  | Југословени  |             | 5           | 1,10%       |
| Муслимани    | Муслимани    |             | 4           | 0,88%       |
| неопредељени | неопредељени |             | 4           | 0,88%       |
| непознато    | непознато    |             | 4           | 0,88%       |
| укупно: 452  |              |             |             |             |